# Schenkenschanz

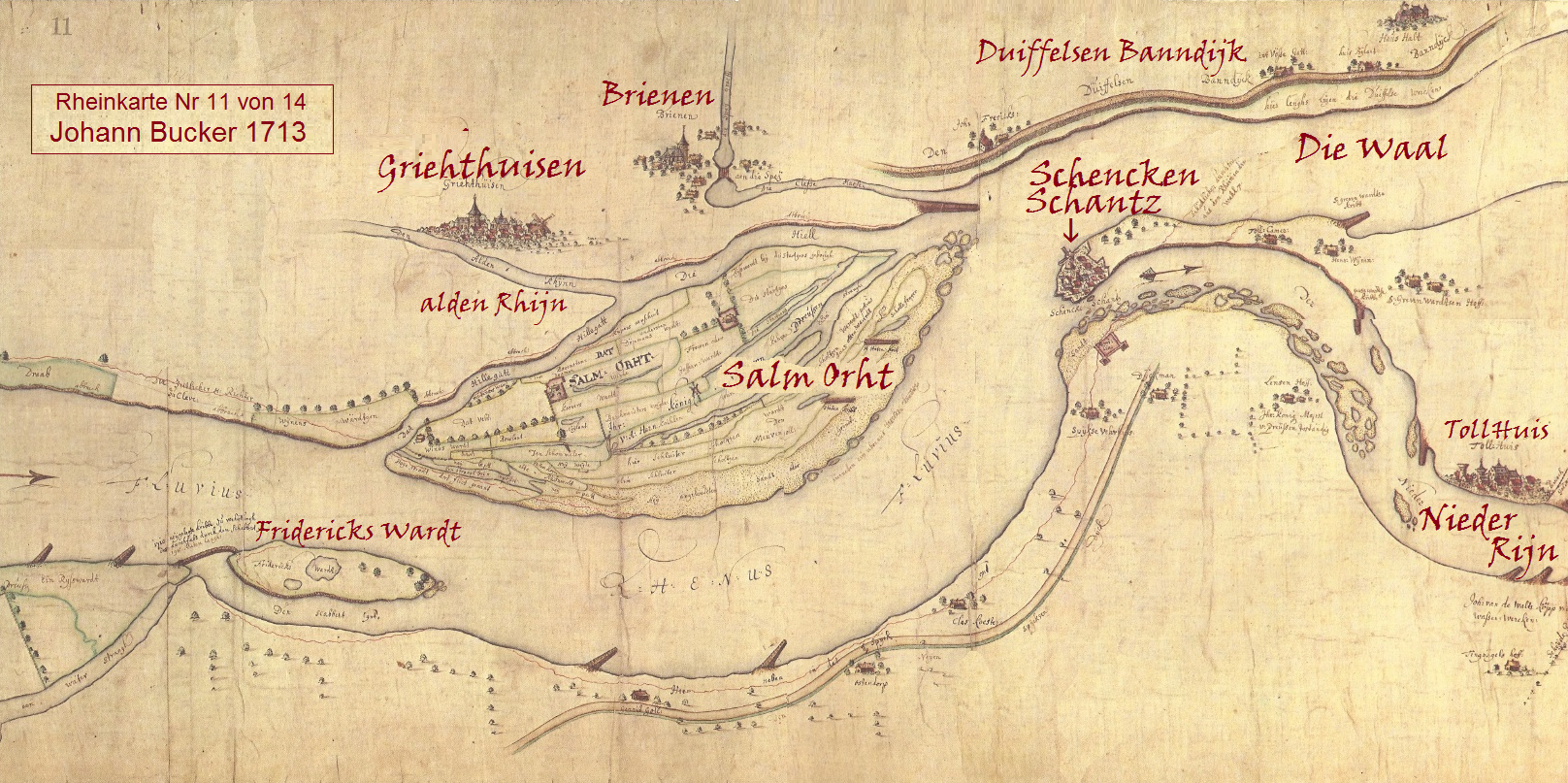
Karte von Johann Bucker: Rheinverlauf bei Schenkenschanz anno 1713

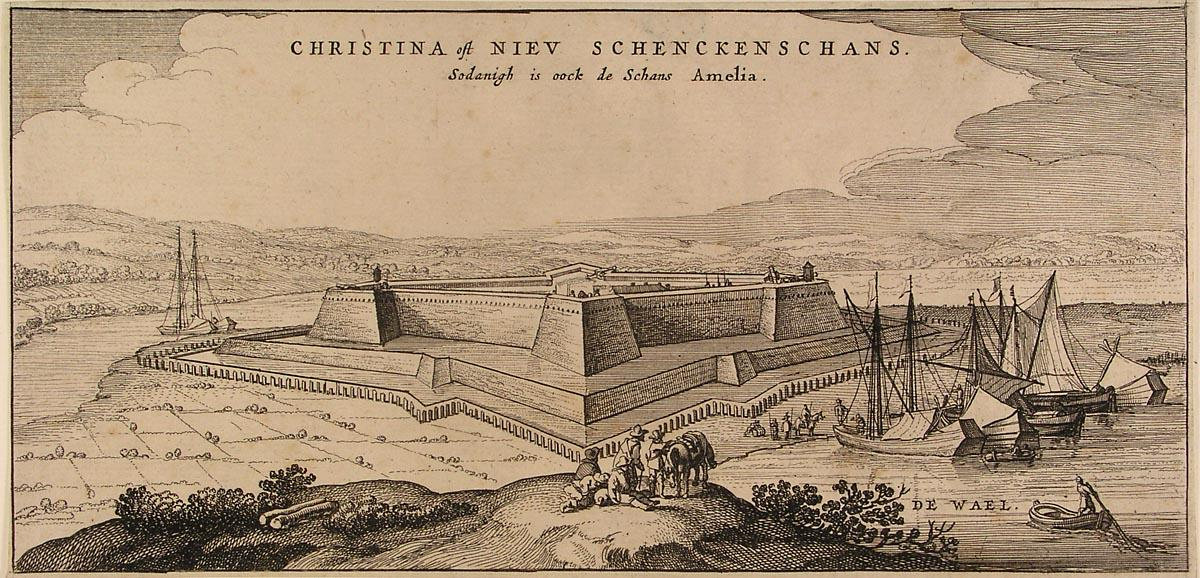
Nieuw Schenckenschans, Stich von Claes Janszoon Visscher (1. Hälfte des 17. Jahrhunderts)

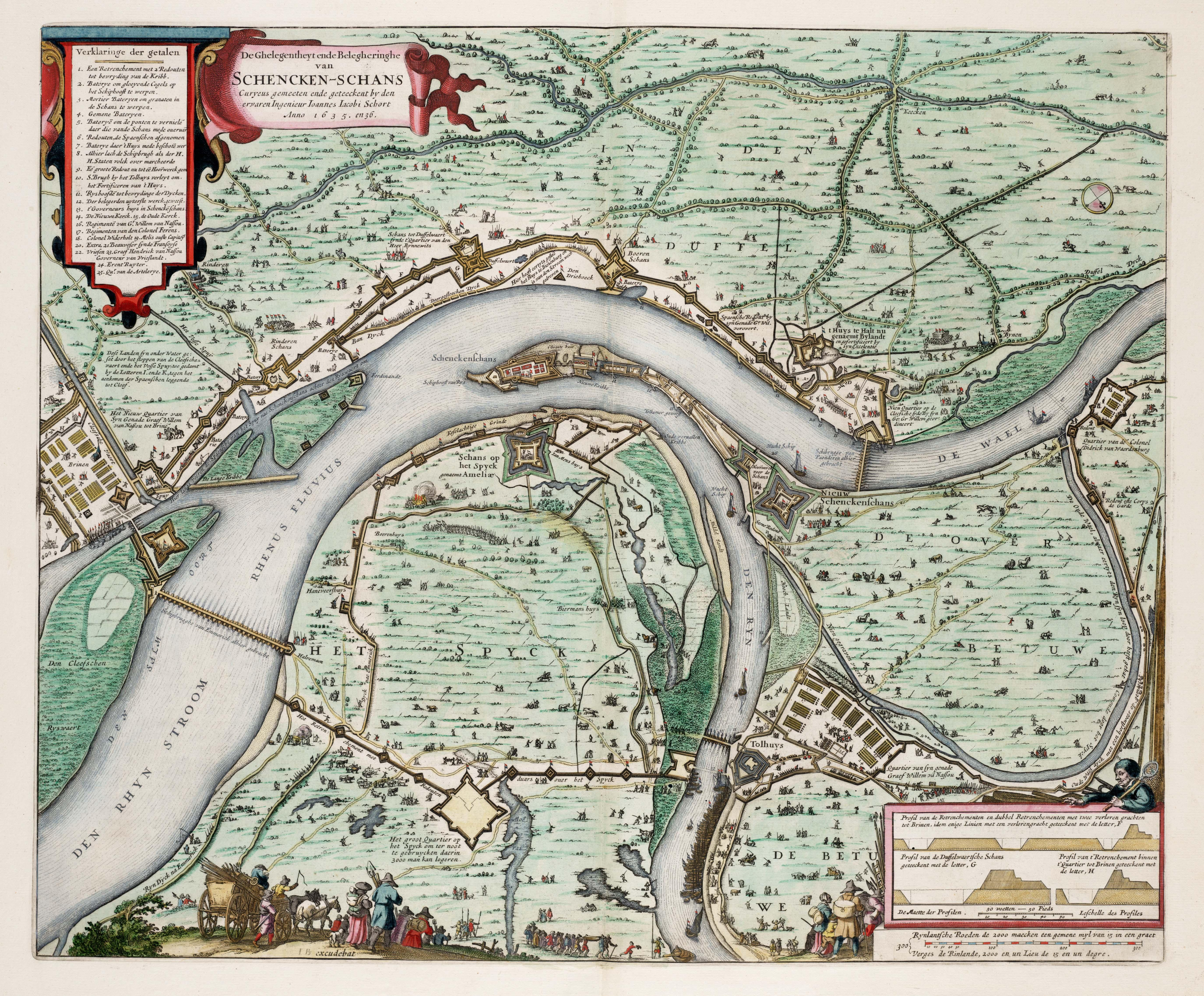
Belegering van Schenkenschans in 1635 en 1636, Illustration von Johannes Jacobus Schort, 1649

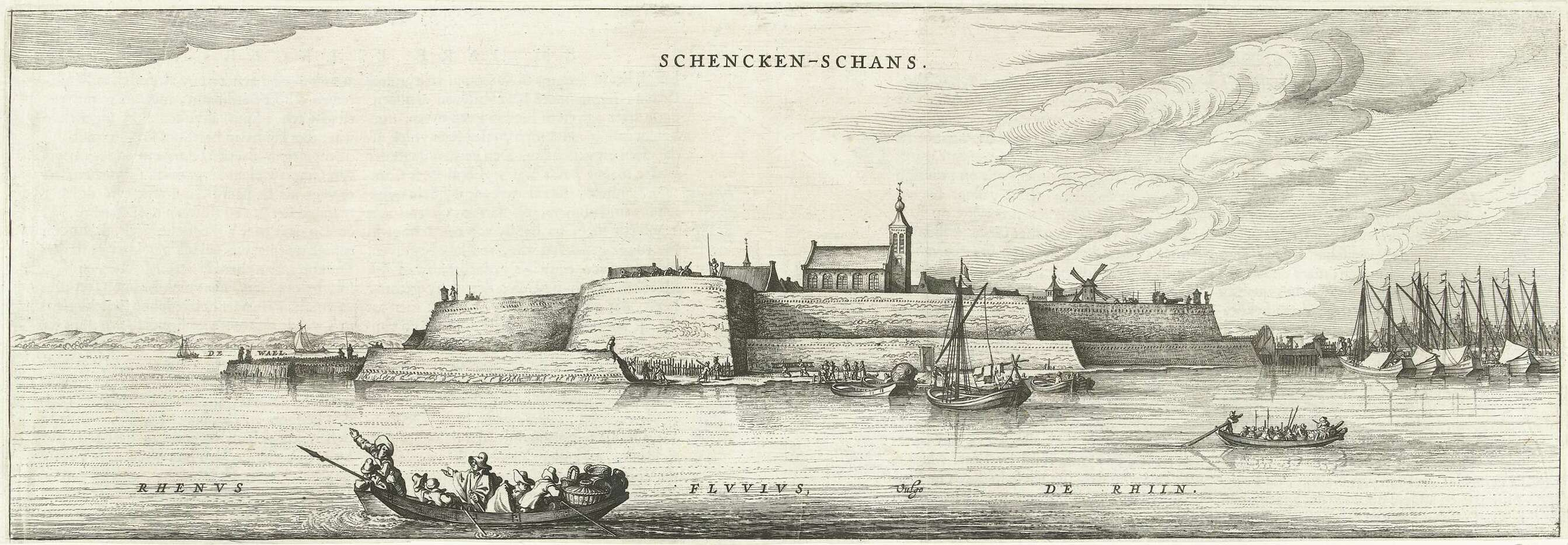
Schenkenschanze, Stich von 1645

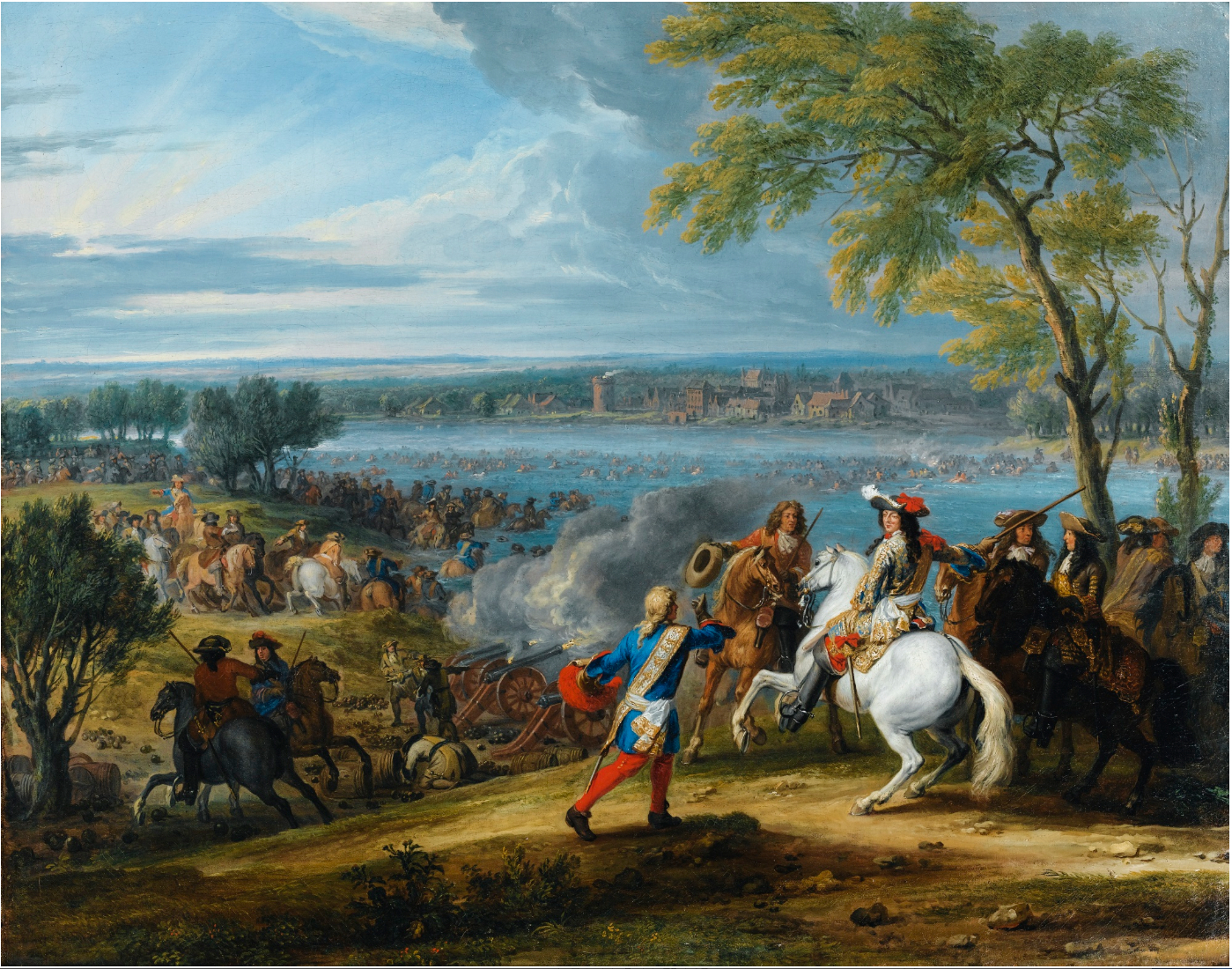
Adam Frans van der Meulen – Die Rheinüberquerung bei Lobith, 12. Juni 1672. Auf der anderen Seite liegt Schenkenschanz

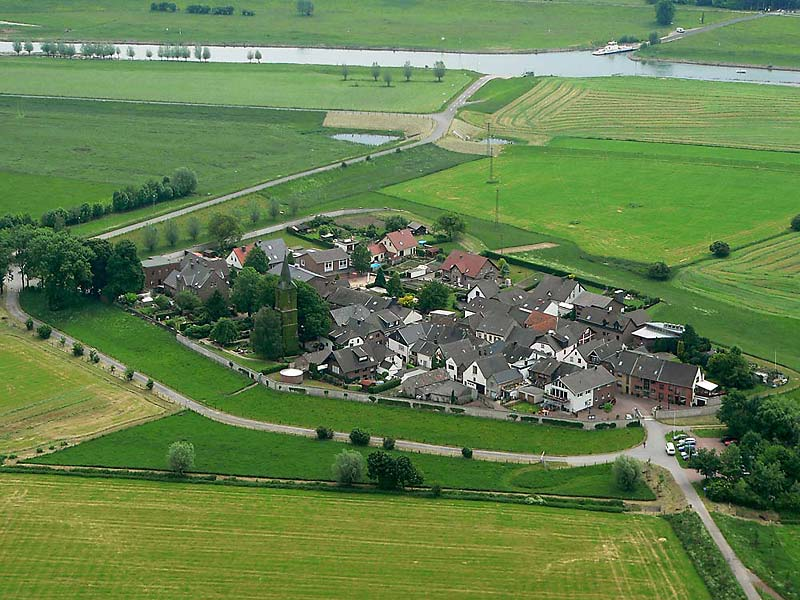
Schenkenschanz von Norden her gesehen, im Hintergrund der Altrhein mit der Fähre (2008)

Schenkenschanz (niederländisch Schenkenschans) ist ein Ortsteil der Stadt Kleve und liegt am unteren Niederrhein im Nordwesten von Nordrhein-Westfalen. Schenkenschanz zählt knapp 100 Einwohner (Stand 2016).

## Geografie
Schenkenschanz liegt rund fünf Kilometer nördlich des Zentrums der Stadt Kleve zwischen dem Rhein und dem Griethausener Altrhein, der 2,5 km unterhalb des Dorfes in den Rhein mündet.

### Ortslage und Ortsbild
Schenkenschanz ist mit einer Fläche von 38 Hektar der kleinste Ortsteil von Kleve. Neun Zehntel der Gemarkung liegen im Überflutungsbereich des Naturschutzgebietes Kleve-Salmorth, ein Zehntel ist bebaut. Zwei Drittel des Ortes sind durch eine Hochwasser-Schutzmauer, der Rest ist durch einen Deich vor Überflutung geschützt.

### Der Rhein bei Schenkenschanz
Das Gebiet um Schenkenschanz lag in seiner ganzen Historie im Wirkungsbereich des Rheinstroms mit Überschwemmungen, Uferabbrüchen, Inselbildungen und Verlagerungen. Die Zeichnung des Kartographen Johann Bucker zeigt, dass der Ort mit der ehemaligen Befestigung 1713 noch am Gabelpunkt von Waal und Nederrijn gelegen war. Auch gibt es einige ehemalige Inseln und Sande (z. B. Fridericks Wardt und Salmorth). Salmorth ist heute das Vorland zu den Dörfern Griethausen, Brienen und Düffelward. Nach Wasserbaumaßnahmen im 18. Jahrhundert teilt sich der Strom heute nicht mehr bei Schenkenschanz, sondern erst weiter nördlich auf niederländischem Gebiet in die Flussarme Waal und Nederrijn.
Früher wurde Schenkenschanz regelmäßig vom Frühjahrs-Hochwasser des Rheins umschlossen. Heute gibt es nur noch sporadisch Unwetter-Hochwasser.

### Verkehrsanbindung
Der Ort ist seit April 2016 nur noch auf dem Landweg über die Altrheinbrücke in Kleve-Griethausen erreichbar, den tiefsten Punkt auf der Zufahrtstrecke zur nachfolgenden, gut vier Kilometer langen Deichstraße. Die frühere Fährverbindung über den Griethausener Altrhein nach Düffelward wurde von der Stadt Kleve nach 111 Jahren eingestellt.
Seit dem 16. Mai 2020 gibt es in den Sommermonaten an Wochenenden und Feiertagen wieder eine Fährverbindung. Allerdings fährt nur ein kleines Fährboot für Fußgänger und Radfahrer.

## Geschichte
Dem Achtzigjährigen Krieg zwischen den Niederlanden und Spanien verdankt der Ort seine Entstehung. 1579 schlossen sich sieben niederländische Provinzen zur Utrechter Union gegen Spanien zusammen. Sie verweigerten den Spaniern ihren Gehorsam. Zudem paktierten sie mit England: Königin Elisabeth I. unterstützte sie mit Geld und Soldaten durch Robert Dudley. Im damaligen Gabelungswinkel von Rhein und Waal, auf einer großen und sumpfigen, „’s Grevenward“, „Saarbrugg“ oder auch „Fuchsenloch“ genannten und strategisch wichtigen Landspitze ließ der Lord 1586/87 durch den Feldhauptmann Martin Schenk von Nideggen eine Festung errichten. Ende des 16. Jahrhunderts zählte die Festung zu den stärksten Europas. Sie war von großer Bedeutung und wurde als Tor zu den Niederlanden lange als uneinnehmbar angesehen.
Die strategische Bedeutung wird deutlicher bei der Betrachtung der damaligen topografischen Situation: Die Aufspaltung des Rheins in einen südlichen Waal und einen nördlichen Mündungsarm, den Nederrijn (genauer: Pannerdens-Kanal), geschieht heute etwa 7,5 km westlich (flussabwärts) von Schenkenschanz bei Millingen am Rhein. Vor Anlage der Festung Schenkenschanz war dies jedoch etwa 5 km weiter flussaufwärts, etwa in Höhe des heutigen Griethausen. Daran erinnert heute noch der dortige Altrhein als Rest des früheren Flusslaufes. Somit bildete das Land, auf dem Schenkenschanz errichtet wurde, eine flussaufwärts gerichtete Landspitze, die auch Spyck genannt wurde. Auch heute gibt es Spyck als Flurnamen nördlich von Griethausen, hier steht eine industrielle Ölmühle. Durch Verlagerungen der Flussläufe unterhalb von Schenkenschanz wurde die Festung zur Insel, von der aus beide Flussläufe kontrollierbar waren. Schenkenschanz hatte daher den Beinamen Hüter beider Ströme.
So war der Ort im Spanisch-Niederländischen Krieg Schauplatz ständiger militärischer Auseinandersetzungen und wurde wiederholt bombardiert, in Brand geschossen und geplündert. Im Juli 1635 konnten spanische Truppen die Festung erobern und kurzzeitig halten. Bei der Vorbereitung des von Johann Moritz von Nassau-Siegen geführten niederländischen Gegenangriffs war Kurprinz Friedrich Wilhelm von Brandenburg zugegen. Auch mit dem Ende des Krieges und der Anerkennung der Unabhängigkeit der Vereinigten Niederlande 1648 war der Streit um das Dorf nicht beendet. Zu Beginn des Holländischen Krieges (siehe auch: Beschreibung des Kriegsverlaufs) stand 1672 der 34-jährige französische König Ludwig XIV. persönlich mit seinen Truppen vor den Toren. Nach einem Gefecht musste der erst 21-jährige Kommandant kapitulieren. Am 1. Mai 1674 zogen die Franzosen wieder ab und die Truppen Kurbrandenburgs ein. Sie blieben bis zum Kriegsende 1679. Schenkenschanz wurde darauf wieder niederländisch.
Ende des 17. Jahrhunderts versandete der Niederrhein zunehmend, und das Wasser floss immer mehr in die Waal. 1702 ließ die niederländische Regierung bei Millingen einen Kanal vom Waalbett zum dortigen Nederrijn graben (den Pannerdens-Kanal), um diesem eine stärkere Strömung zu geben. Dadurch wurde Schenkenschanz trockengelegt und verlor seine strategische und militärische Bedeutung. Die viele Jahrzehnte lang hart umkämpfte Festung entwickelte sich danach zu einem friedlichen und stillen Ort.
Seit der Franzosenzeit ab 1794/1798 bildete Schenkenschanz eine Landgemeinde in der Bürgermeisterei Griethausen im Kreis Kleve. Die Landeshoheit wechselte 1817 von den Niederlanden auf Preußen im Tausch gegen Leuth und Kekerdom. Durch eine preußische Regierungsverfügung wurde die Gemeinde Schenkenschanz 1911 in die Gemeinde Salmorth eingegliedert. Als Teil von Salmorth kam Schenkenschanz 1969 zur Stadt Kleve, in der es den Status eines eigenen Ortsteils erhielt.

### Chronik
Martin Schenk baut den Ort 1586 im Auftrag von Robert Dudley, Graf von Leicester, zur Festung aus.
Die evangelische Kirche wird 1634 gebaut.
Der Ort wird 1636 von Prinz Frederik Hendrik von Oranien belagert. Acht Jahre später, 1674 wird Schenkenschanz niederländisch.
1816 fällt der Ort an Preußen, die Festung wird geschleift.
Die Gemeinde Schenkenschanz wird 1911 in die Gemeinde Salmorth eingegliedert, diese wird am 1. Juli 1969 nach Kleve eingemeindet.
Während des Rhein-Hochwassers im Februar 1995 wird Schenkenschanz eingeschlossen, die Bewohner müssen evakuiert werden.
Die frühere Fährverbindung wird am 1. April 2016 von der Stadt Kleve eingestellt, die Infrastruktur abgebaut. Am 16. Mai 2020 wird die Fährverbindung wieder aufgenommen und im Sommer am Wochenende für Fußgänger und Radfahrer vom Heimatverein Schenkenschanz betrieben.

## Vereine
Trotz der geringen Größe des Dorfes hat sich ein reges Vereinsleben entwickelt: So gibt es z. B. einen Heimatverein, einen Schützenverein, einen Marine-Spielmannszug und einen bereits 1909 gegründeten Fußballclub, der sich jedoch 1945 mit dem Fußballclub von Kleve-Düffelward zusammenschloss.

## Galerie

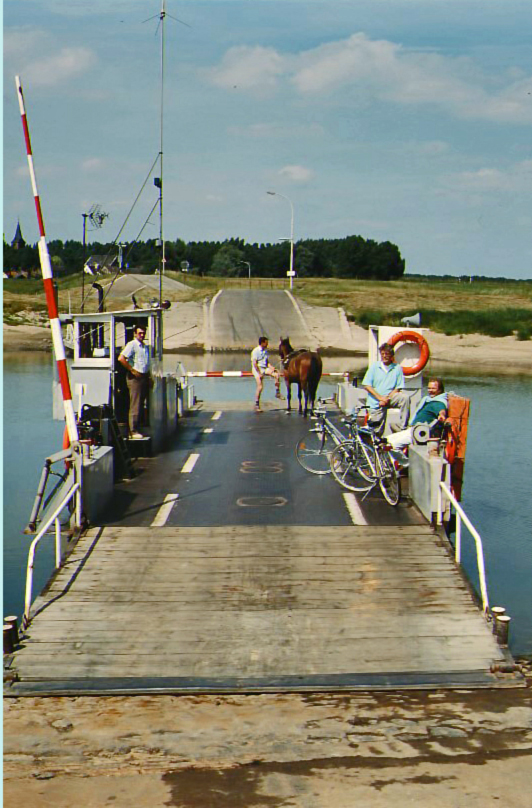
Fähre zur Schanz (1989)
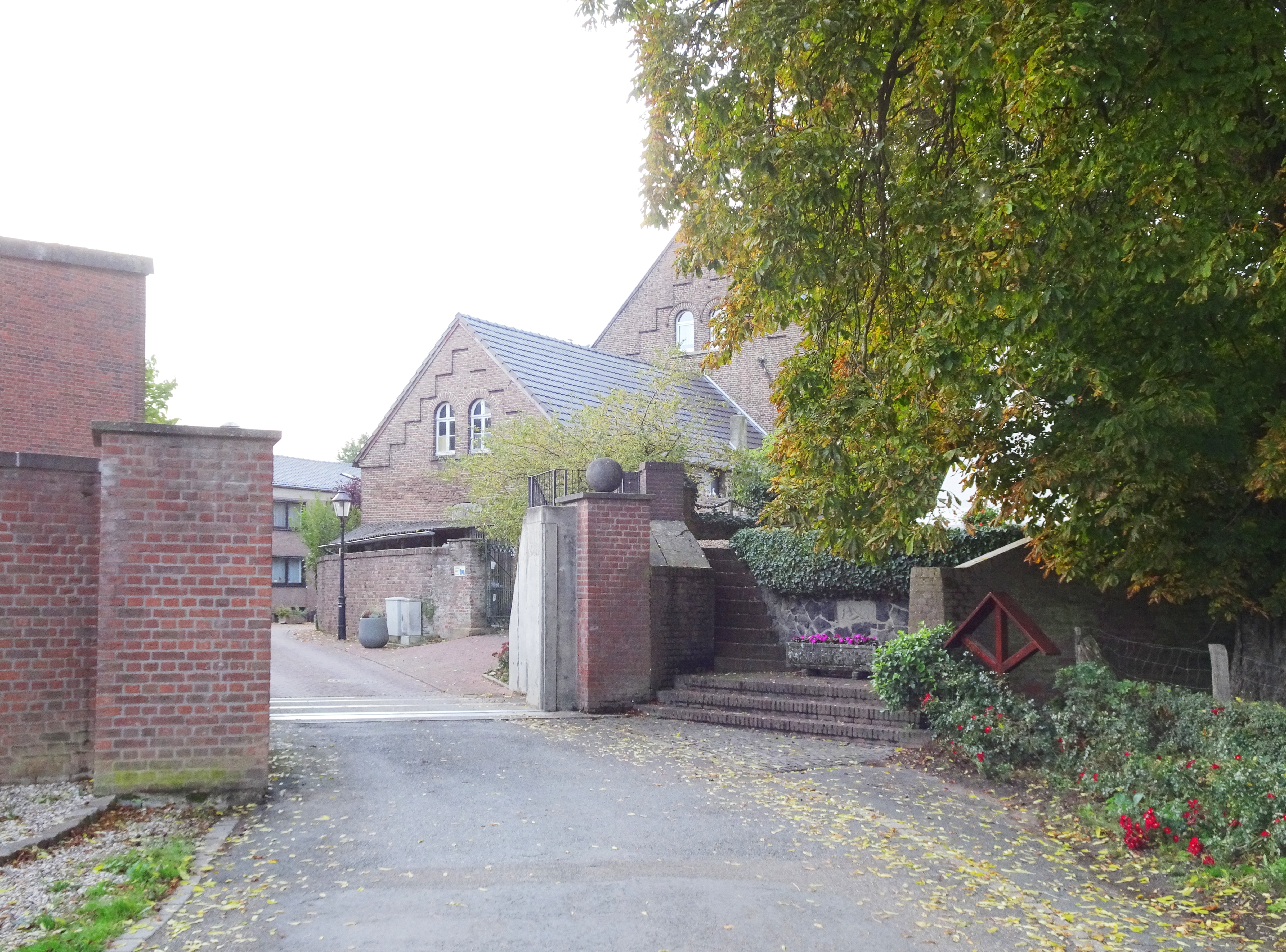
Flutmauer Schenkenschanz (2019)
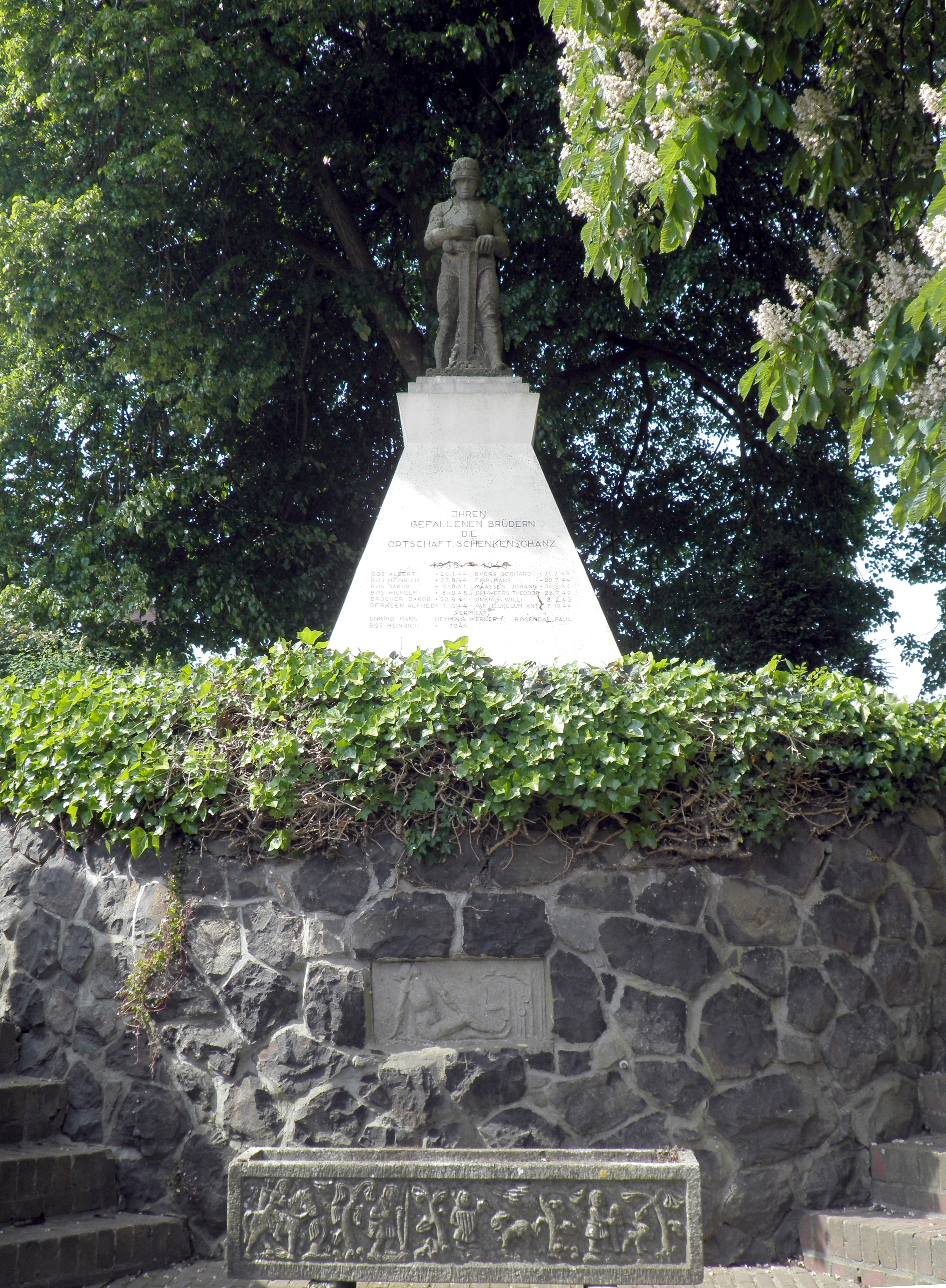
Kriegerdenkmal mit der Inschrift: „Ihren gefallenen Brüdern – die Ortschaft Schenkenschanz“
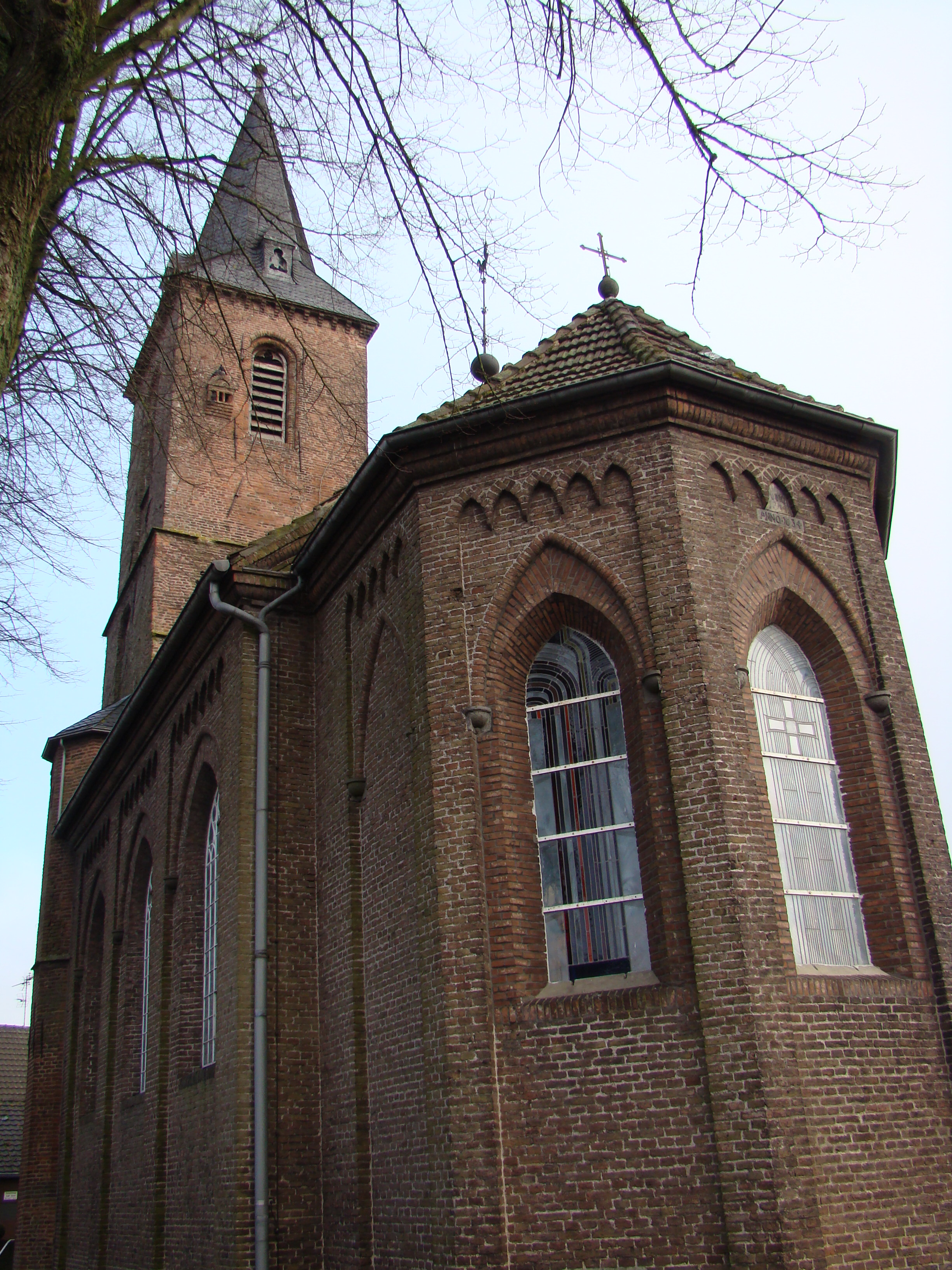
Evangelische Kirche

## Schenkenschanz im Film und in der Literatur
- Schenkenschanz ist der zentrale Schauplatz des Filmes Der Garten Eden von Lutz Mommartz aus dem Jahre 1977.Der Garten Eden, abgerufen am 3. September 2016.
- Schenkenschanz ist der zentrale Schauplatz des 2004 beim Rowohlt-Verlag erschienenen Krimis Die Schanz des Autorentrios Leenders/Bay/Leenders.[10]
- Es wird von Hans-Dieter Hüsch im Gedichtband Am Niederrhein (1984, S. 31) genannt: „Schenkenschanz. Wirf mir einen Namen zu. Und ich mache Dir eine Geschichte daraus. … Schenkenschanz. Das muß ein Platz voller Narren sein. Dacht ich als Kind. Denk ich auch heute noch. Denn ich war nie dort.“[11]